# Черніхув (гміна, Живецький повіт)
Гміна Черніхув (пол. Gmina Czernichów) — сільська гміна у південній Польщі. Належить до Живецького повіту Сілезького воєводства.
Станом на 31 грудня 2011 у гміні проживало 6721 особа.

## Територія
Згідно з даними за 2007 рік площа гміни становила 56.26 км², у тому числі:
- орні землі: 22.00%
- ліси: 61.00%

Таким чином, площа гміни становить 5.41% площі повіту.

## Населення
Станом на 31 грудня 2011:
| Опис     | Загалом | Загалом | Чоловіки | Чоловіки | Жінки | Жінки |
| -------- | ------- | ------- | -------- | -------- | ----- | ----- |
| одиниця  | осіб    | %       | осіб     | %        | осіб  | %     |
| все      | 6721    | 100     | 3257     | 48.46    | 3464  | 51.54 |
| міське   | 0       | 100     | 0        |          | 0     |       |
| сільське | 6721    | 100     | 3257     | 48.46    | 3464  | 51.54 |

## Сусідні гміни
Гміна Черніхув межує з такими гмінами: Вільковіце, Живець, Кози, Ленкавиця, Лодиґовіце, Поромбка.